# Eurysternus inflexus
Eurysternus inflexus är en skalbaggsart som beskrevs av Ernst Friedrich Germar 1824. Eurysternus inflexus ingår i släktet Eurysternus och familjen bladhorningar. Inga underarter finns listade i Catalogue of Life.